# Robert Johnson (compositeur)
Pour les articles homonymes, voir Robert Johnson (homonymie) et Johnson.
Robert Johnson (v. 1583 – 1633),, est un compositeur et luthiste anglais actif de la fin du règne d'Élisabeth Ire d'Angleterre au début du règne de Charles Ier.
Il est le fils de John Johnson, luthiste de la reine Élisabeth Ire.
On l'appelle parfois Robert Johnson II pour le distinguer du compositeur écossais Robert Johnson (1500 ? – 1560 ?).

## Biographie
À la mort de son père John Johnson en 1594, Robert Johnson est pris en charge par Sir George Carey, connu comme Lord Hunsdon, qui veilla à son éducation, entre autres musicale. En 1597, Carey devient Lord-chambellan.
En 1604, il récupère le poste de luthiste de la cour qui avait été occupé par son père, 10 ans après la mort de celui-ci et la candidature malheureuse de John Dowland : il devient ainsi le luthiste du roi Jacques Ier d'Angleterre ainsi que de son fils Henry (1594 – 1612), Prince de Galles, mort à l'âge de 18 ans.
De 1628 à sa mort en 1633, Johnson travaille à la cour du roi Charles Ier avec le titre de Composer for the Lute and Voices.
Il mourut avant le 26 novembre 1633.

## Répertoire
Il n'y a environ que vingt pièces de luth de Robert Johnson qui ont survécu mais elles représentent les meilleures compositions de son temps.
Sa composition la plus populaire, The Prince's Almain écrite pour le prince Henry, a été conservée dans pas moins de seize versions.

## Discographie
- Nigel North, The Prince's Almain – Naxos 2008

## Ressources utiles
- Animation musicale sur la Première Danse des Sorcières de Robert Johnson (clavecin, violon, flûte à bec, et luth)